# Йоп Ронер
Йоп Ронер (нід. Joop Rohner, 6 липня 1927 — 25 січня 2005) — нідерландський ватерполіст.
Бронзовий призер Олімпійських Ігор 1948 року.